# 风车子
风车子（学名：Combretum alfredii）为使君子科风车子属的植物。分布在中国大陆的广东、江西、广西、湖南等地，生长于海拔200米至800米的地区，多生长于河边以及谷地，目前尚未由人工引种栽培。

## 别名
华风车子（植物分类学报），使君子藤（广东）